# Inny świat (książka)
Inny świat. Zapiski sowieckie – wspomnienia Gustawa Herlinga-Grudzińskiego, pisane w latach 1949–1950, opublikowane po raz pierwszy w przekładzie angielskim w 1951 roku (pt. A World Apart. A Memoir of the Gulag, później także jako: A World Apart: The Journal of a Gulag Survivor), a następnie po polsku w 1953 w Londynie. W Polsce książka została wydana po raz pierwszy w drugim obiegu przez Niezależną Oficynę Wydawniczą w 1980 r., a oficjalnie w 1989 r. przez wydawnictwo „Czytelnik”. Utwór należy do kręgu literatury obozowej, stanowiąc literackie opracowanie wspomnień autora z jego uwięzienia w łagrze w Jercewie pod Archangielskiem w latach 1940–1942.

## Nawiązania do Dostojewskiego
Inny świat zawiera szereg nawiązań do powieści Wspomnienia z domu umarłych Fiodora Dostojewskiego. Odwołania stanowią już sam tytuł oraz poprzedzające utwór motto z Dostojewskiego: Tu otwierał się inny, odrębny świat do niczego niepodobny; tu panowały inne odrębne prawa, inne obyczaje, inne nawyki i odruchy. Podobna jest również konstrukcja utworów – oba podzielone są na dwie części, mają podobną liczbę rozdziałów (22 u Dostojewskiego, 23 z epilogiem u Herlinga-Grudzińskiego). Powtarzają się w nich niektóre motywy (m.in. szpitala, przedstawienia teatralnego wystawianego przez więźniów dla więźniów, nieudanej ucieczki, dnia wolnego i świąt), podobna jest także technika tworzenia rozbudowanych portretów współwięźniów. Zasadniczą różnicą kompozycyjną jest osoba narratora i bohatera: Wspomnienia z domu umarłych oparte są na motywie rękopisu odnalezionego – narrator odczytuje zapiski zmarłego katorżnika Aleksandra Pietrowicza Gorianczykowa; w Innym świecie natomiast narrator jest tożsamy z bohaterem.
Inny świat nawiązuje do powieści Dostojewskiego także w warstwie fabularnej – bohater czyta Wspomnienia z domu umarłych (występujące u Herlinga-Grudzińskiego pt. Zapiski z martwego domu) i rozmyśla na ich temat. Tytuł utworu służy do zatytułowania jednego z rozdziałów, rosyjska powieść odgrywa istotną rolę w życiu jednej z postaci – Natalii Lwowny.